# Leithaprodersdorf
Leithaprodersdorf es una localidad del distrito de Eisenstadt-Umgebung, en el estado de Burgenland, Austria, con una población estimada a principio del año 2018 de 1193 habitantes. 
Se encuentra ubicada al norte del estado, cerca de Eisenstadt —la capital del estado— y del lago Neusiedl, y a poca distancia al sureste de Viena.